# Amminadab

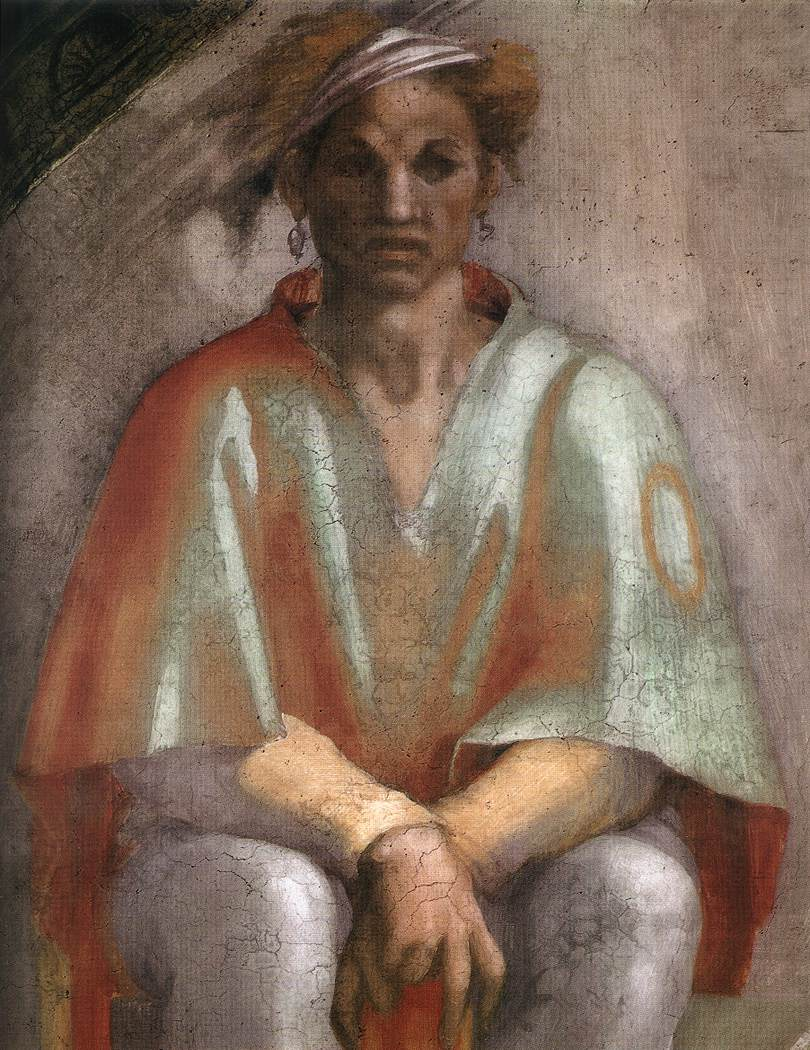
Abbildung von Amminadab in der Sixtinischen Kapelle

Amminadab (hebräisch עַמִּינָדָב ‘Amînāḏāv, deutsch ‚Onkel ist großzügig‘) ist eine biblische Person. Er wird im Matthäusevangelium, Lukasevangelium, im Buch Rut und in Exodus erwähnt.
Er war Vater von Nachschon, des Obersten von Juda. Seine Tochter Elischeba war die Ehefrau von Aaron. (Ex 6,23 ) Sein Vater war Admin (Lk 3,33 ), Aram (Mt 1,4 ) und Ram (Rut 4,19 ).
Er war einer der Vorfahren Jesu und ist deshalb in den Lünetten der Sixtinische Kapelle dargestellt.
In dem Film Die zehn Gebote wird er von H. B. Warner dargestellt.
Nach ihm wurde der 1950 gegründete Moshav Amminadab benannt, südwestlich von Jerusalem gelegen.
Daneben werden weitere Personen mit Namen Am(m)inadab beschrieben, u. a. auch der Vater der Sulamith aus dem Hohenlied.